# Фонд доступа (скалолазание)
Фонд доступа (англ. The Access Fund) — некоммерческая правозащитная организация США, целью которой является охрана окружающей среды (в частности, гор и скал), а также обеспечение беспрепятственного доступа к ним для всех желающих.
Фонд был создан в 1985 году как комитет Американского альпклуба, а в 1991 году зарегистрирован как самостоятельная организация. Он появился на волне популярности скалолазания как вида спорта, когда спортсмены столкнулись с ограничением доступа в популярные районы восхождений со стороны собственников земель. Основной целью Фонда доступа является представление интересов скалолазов и их прав на территории Соединённых штатов, выкуп земельных участков наиболее популярных альпинистских районов, оформление сервитутов для беспрепятственного доступа к последним.
Деятельность Фонда направлена как на поддержку региональных альпинистских объединений, так и на решение таких общих задач, как:
- взаимодействие с органами власти на самых различных уровнях на предмет свободы доступа альпинистов к объектам восхождений;
- срочный выкуп земель популярных мест горовосхождений и их защита;
- взаимодействие с местными скалолазными и альпинистскими сообществами;
- защита окружающей среды;
- помощь в риск-менеджменте и защите ответственности, как собственникам земли, так и их управляющими;
- образование.

Офис Фонда с небольшим штатом, работающим на постоянной основе, находится в г. Боулдер (штат Колорадо). Кроме этого, существует широко развитая сеть волонтёров и местных скалолазных организаций, которые принимают участие в деятельности фонда. Всего инициативу поддерживают более 2,3 млн скалолазов во всех формах активности, связанных с горами: скалолазание, альпинизм, ледолазание и боулдеринг.